# フランシスコ・ラルゴ・カバジェーロ
フランシスコ・ラルゴ・カバジェーロ（Francisco Largo Caballero 1869年10月15日 - 1946年3月23日）は、スペインの政治家で元首相、元労働大臣、元陸軍大臣、労働運動家。

## 経歴
1869年にマドリードで生まれる。左官職人として働いた後、労働運動に身を投じる。先鋭的な運動に参加して幾度か投獄された後、1931年にスペイン第二共和政が成立すると労働大臣を務めた。1933年に辞任した後、1934年10月に発生した騒擾事件に連座して検挙。1935年にスペイン人民戦線が政権を獲得するまで投獄されていた。この当時、カバジェーロは「スペインのレーニン」と呼ばれるほどの共産主義者となっていた。
その後、フランシス・フランコが中心にスペイン内戦が始まると人民戦線内が混乱、同年9月4日にバスク地方のイルン陥落を期にホセ・ヒラル・ペレイラ内閣が総辞職、スペイン社会労働党からカバジェーロが首相兼陸相となり第四次人民戦線内閣を成立させた。カバジェーロが首相を務めている間も、フランコ派の攻勢は激しさを増し、1935年11月7日には首都マドリードで市街戦が行われるにい至り、一時的に政府機能をバレンシアに移すなどの苦労を強いられている。
1937年にバルセロナで共産主義者が蜂起すると首相を辞任。政治的に孤立を余儀なくされ、1939年にはフランスに亡命した。しかしフランスも安住の地ではなく軟禁状態に置かれ、1943年にはナチス・ドイツにより逮捕される。ダッハウ強制収容所に送られた後に解放され、パリに戻るものの1946年に同地で死去した。遺体はパリに埋葬されたが、フランコ総統が亡くなった後の1978年にマドリードに移された。